# 1-碘庚烷
1-碘庚烷是一种有机碘化合物，化学式为C7H15I。它可由1-庚醇和氢碘酸在磷酸存在下回流反应制得。它和1-甲基咪唑反应，可以得到1-甲基-3-庚基咪唑鎓碘化物。